# 마오밍시
마오밍(무명, 중국어: 茂名, 병음: Màomíng)은 중화인민공화국 광둥성 남서부에 위치한 지급시이다. 북동쪽으로 윈푸, 동쪽으로 양장, 남서쪽으로 잔장과 접하며 북서쪽으로 광시 좡족 자치구가 있고 남쪽으로 남중국해를 볼 수 있다. 중국 남부에서 가장 석유화학이 발달한 곳들 중 한 곳이고 과일이 많이 산출된다.

## 지리
평지가 13.8%, 구릉이 55.8%, 산지가 11.2%, 대지가 6.6%, 하천이 12.6%를 차지한다.
연평균 기온은 23℃이고 연평균 강수량은 1530~1700mm이다. 연일조시간은 1560~2160시간이다.
| Maoming (1981−2010)의 기후                     | Maoming (1981−2010)의 기후 | Maoming (1981−2010)의 기후 | Maoming (1981−2010)의 기후 | Maoming (1981−2010)의 기후 | Maoming (1981−2010)의 기후 | Maoming (1981−2010)의 기후 | Maoming (1981−2010)의 기후 | Maoming (1981−2010)의 기후 | Maoming (1981−2010)의 기후 | Maoming (1981−2010)의 기후 | Maoming (1981−2010)의 기후 | Maoming (1981−2010)의 기후 | Maoming (1981−2010)의 기후 |
| 월                                             | 1월                        | 2월                        | 3월                        | 4월                        | 5월                        | 6월                        | 7월                        | 8월                        | 9월                        | 10월                       | 11월                       | 12월                       | 연간                       |
| ---------------------------------------------- | -------------------------- | -------------------------- | -------------------------- | -------------------------- | -------------------------- | -------------------------- | -------------------------- | -------------------------- | -------------------------- | -------------------------- | -------------------------- | -------------------------- | -------------------------- |
| 역대 최고 기온 °C (°F)                         | 28.9 (84.0)                | 31.5 (88.7)                | 32.5 (90.5)                | 34.0 (93.2)                | 36.2 (97.2)                | 37.5 (99.5)                | 36.9 (98.4)                | 37.3 (99.1)                | 36.5 (97.7)                | 34.4 (93.9)                | 33.5 (92.3)                | 29.8 (85.6)                | 37.5 (99.5)                |
| 일평균 최고 기온 °C (°F)                       | 21.2 (70.2)                | 21.0 (69.8)                | 23.8 (74.8)                | 27.2 (81.0)                | 30.2 (86.4)                | 31.8 (89.2)                | 32.4 (90.3)                | 32.6 (90.7)                | 31.9 (89.4)                | 30.2 (86.4)                | 26.9 (80.4)                | 23.0 (73.4)                | 27.7 (81.8)                |
| 일일 평균 기온 °C (°F)                         | 16.4 (61.5)                | 17.1 (62.8)                | 20.1 (68.2)                | 23.8 (74.8)                | 26.5 (79.7)                | 28.1 (82.6)                | 28.6 (83.5)                | 28.5 (83.3)                | 27.5 (81.5)                | 25.4 (77.7)                | 21.7 (71.1)                | 17.7 (63.9)                | 23.5 (74.2)                |
| 일평균 최저 기온 °C (°F)                       | 13.5 (56.3)                | 14.7 (58.5)                | 17.9 (64.2)                | 21.6 (70.9)                | 24.0 (75.2)                | 25.7 (78.3)                | 26.0 (78.8)                | 25.8 (78.4)                | 24.7 (76.5)                | 22.3 (72.1)                | 18.3 (64.9)                | 14.3 (57.7)                | 20.7 (69.3)                |
| 역대 최저 기온 °C (°F)                         | 4.3 (39.7)                 | 4.0 (39.2)                 | 4.9 (40.8)                 | 11.2 (52.2)                | 16.1 (61.0)                | 18.9 (66.0)                | 22.1 (71.8)                | 22.3 (72.1)                | 17.3 (63.1)                | 13.7 (56.7)                | 6.1 (43.0)                 | 3.5 (38.3)                 | 3.5 (38.3)                 |
| 평균 강수량 mm (인치)                          | 30.7 (1.21)                | 54.1 (2.13)                | 66.5 (2.62)                | 142.6 (5.61)               | 233.4 (9.19)               | 302.3 (11.90)              | 275.3 (10.84)              | 291.4 (11.47)              | 204.3 (8.04)               | 73.1 (2.88)                | 30.9 (1.22)                | 26.5 (1.04)                | 1,731.1 (68.15)            |
| 평균 상대 습도 (%)                             | 76                         | 82                         | 84                         | 85                         | 84                         | 85                         | 83                         | 83                         | 80                         | 74                         | 70                         | 70                         | 80                         |
| 출처: China Meteorological Data Service Center |                            |                            |                            |                            |                            |                            |                            |                            |                            |                            |                            |                            |                            |

## 역사
마오밍에서의 인류의 활동은 오래되어 약 4500년 전의 신석기시대의 유적이 시내에서 발굴되고 있다. 하은시대에는 각 부족 사이에 동맹 관계가 성립해 남월족의 일부인 이족(俚族)을 형성하고 있었다.
진시황제의 중국 통일이 달성되면서, 마오밍 지역은 남해군, 상군, 계림군의 관할이 되었고, 한초에는 고량현(高涼縣)이 설치되어 한족의 유입이 시작되었다.
598년, 수나라가 모명현(茂名縣)을 신설하면서 이족은 한족 및 주변 민족과 동화되기 시작했고, 야오족이나 좡족으로 발전해 이족은 소멸하였다.
1959년 3월 22일, 국무원은 마오밍 시로의 개편을 결정해, 1983년에는 신이, 가오저우, 뎬바이, 화저우의 4현을 관할하게 되었다. 1985년에는 새롭게 마오난 구가, 2001년에는 마오강 구가 성립해 현재에 이르고 있다.

## 언어와 문화
마오밍 사람들은 광둥어의 가오양화를 사용한다.

## 행정 구역

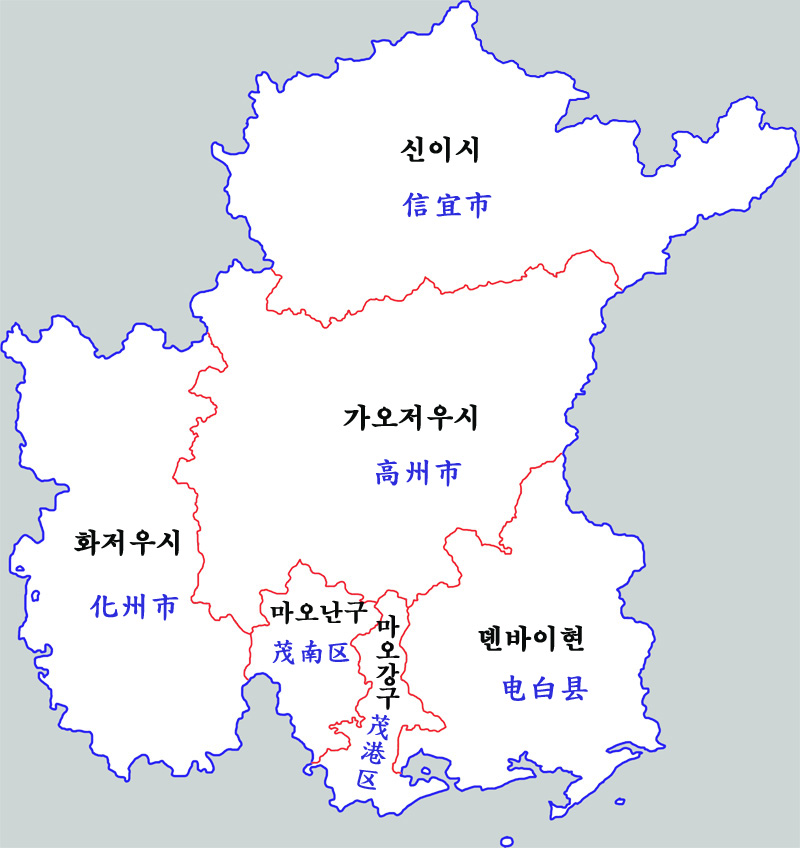
마오밍시 현급 행정구역

2개의 시할구, 3개의 현급시를 관할한다.
시할구
- 마오난 구(茂南区)
- 뎬바이 구(电白区)

현급시
- 가오저우 시(高州市)
- 신이 시(信宜市)
- 화저우 시(化州市)

## 교통

### 철도
- 마오밍 역
- 마오밍 서역